# Troy (Montana)
Pour les articles homonymes, voir Troy (homonymie).
La ville de Troy est située dans le comté de Lincoln, dans l’État du Montana, aux États-Unis. Sa population s’élevait à 938 habitants lors du recensement de 2010, estimée à 890 habitants en 2016.
C’est le lieu où l'artiste peintre et sculptrice Geneviève Pezet vécut son enfance autour de 1920 et où réside l’écrivain et écologiste Rick Bass.

## Source
- (en) Cet article est partiellement ou en totalité issu de l’article de Wikipédia en anglais intitulé « Troy, Montana » (voir la liste des auteurs).